# Gabie

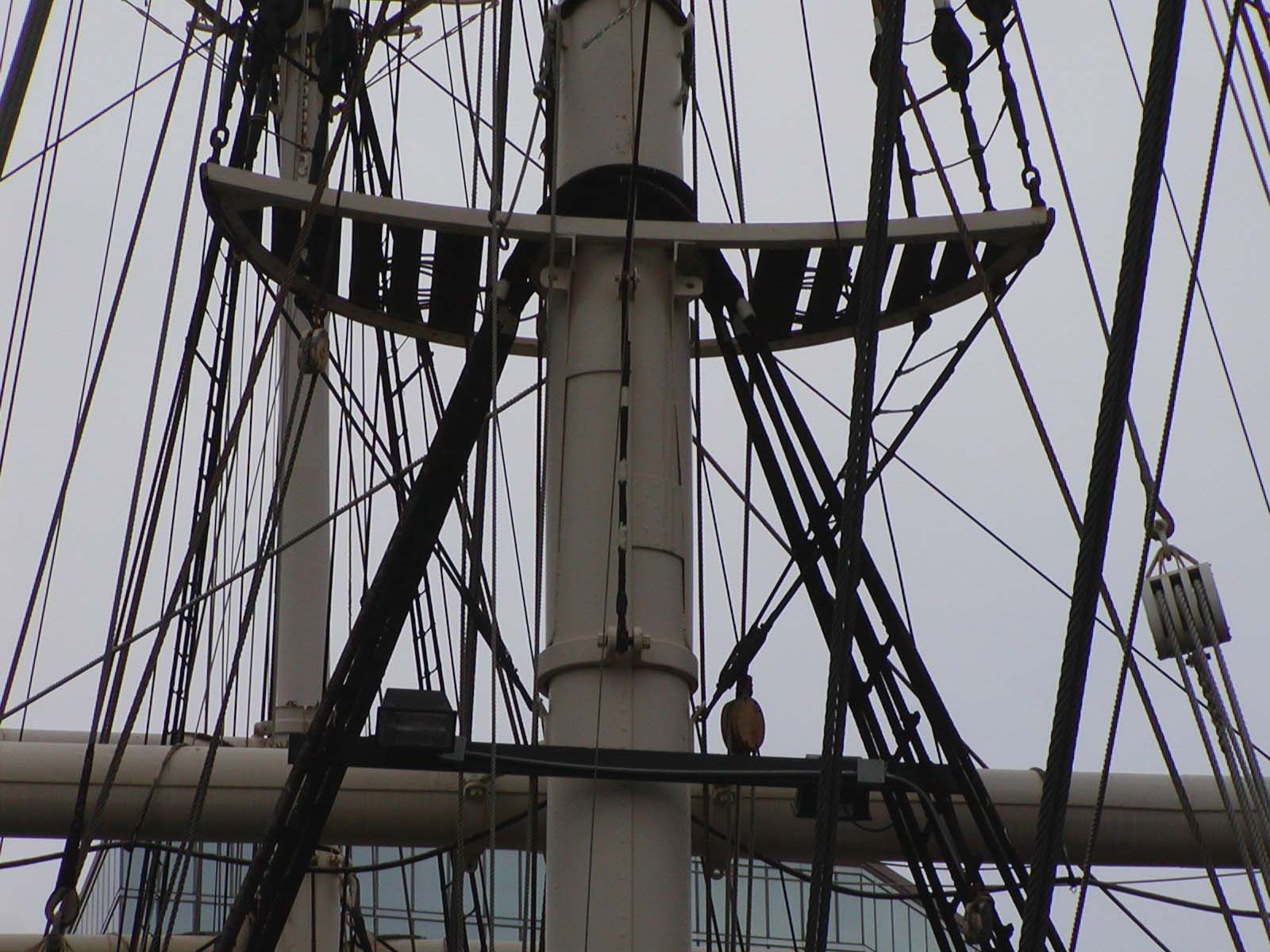
Gabie

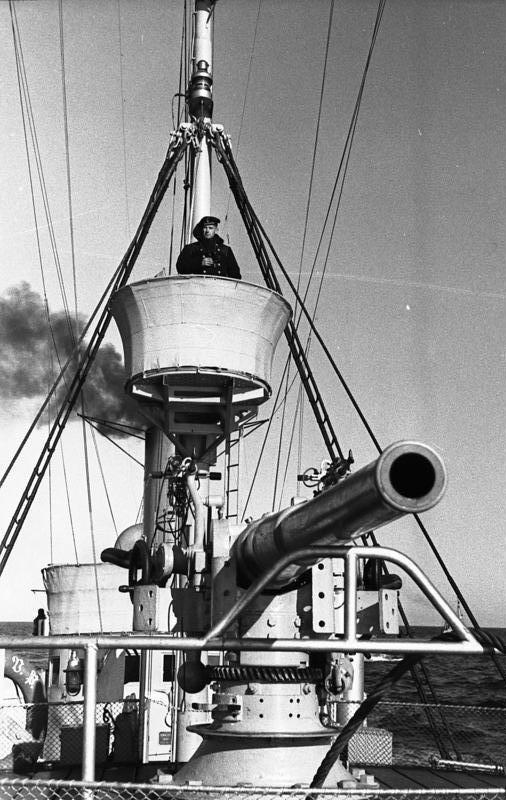
Gabie pe catargul la o navă de avanpost germană (1939)

Prin gabie (din franceză gabie, în engleză top) se înțelege o platformă orizontală de lemn sau metal, de formă circulară sau semieliptică, fixată pe traversele și furcile coloanei unui arbore (catarg). Servește la prinderea șarturilor arborelui gabier și ca loc de odihnă și staționare pentru o parte din personalul ce lucrează în arboradă (totalitatea arborilor unui velier, împreună cu vergile acestora).
Velierele mari au gabii la fiecare arbore, care primesc numele arborelui respectiv.
La navele comerciale gabia este instalată la arborele prova și este închisă de jur împrejur cu tendă sau tablă, servind ca post de observare pentru gabier.